# María Stepánova
María Aleksándrovna Stepánova, en Ruso:Мария Александровна Степанова (nacida el 23 de febrero de 1979 en Mijáilovsk, Rusia) es una jugadora de baloncesto rusa. Obtuvo importantes palmarés con la selección de Rusia, habiendo conseguido 11 medallas en competiciones internacionales.